# Dionisidor
Dionisidor (en llatí Dionysidorus, en grec antic Διονυσίδωρος) fou un escriptor i gramàtic grec-egipci d'Alexandria, de l'escola d'Aristarc de Samotràcia, que és esmentat a la Scholia veneciana sobre la Ilíada i probablement va escriure sobre els poemes homèrics.